# Beforeigners
Beforeigners és una sèrie de televisió noruega de ciència-ficció estrenada el 21 d'agost de 2019, escrita per Eilif Skodvin i Anne Bjørnstad, i dirigida per Jens Lien (Occupied). Es tracta de la primera sèrie produïda per HBO Europe en noruec. HBO va confirmar al setembre de 2020 que la sèrie seria renovada per a una segona temporada.
La sèrie fou nominada a millor sèrie dramàtica als premis per la indústria televisiva noruega, Gullruten 2020, esdevenint així la primera producció d'HBO nominada a aquest premi. El setembre de 2020, la sèrie fou nominada com a millor drama noruec, mentre que Krista Kosonen va rebre una nominació com a millor actriu d’una sèrie noruega.

## Argument
Primera temporada
La sèrie té lloc a Oslo, on després de sobtats esclats de llum a la badia de Bjørvika, persones de diferents períodes històrics —de l'edat de pedra, era dels vikings i del segle XIX— apareixen de sobte en el present. Gairebé dues dècades després, Alfhildr que prové de l'era dels vikings està inscrita al programa d'integració de la policia local d'Oslo i esdevé la companya de l'inspector Lars Haaland en la investigació de l'assassinat d'una dona amb tatuatges de l'edat de pedra.
Segona temporada
El retorn del Lars al seu antic lloc de feina, però com a consultor extern, coincideix amn la troballa d'una noia brutalment assassinada amb lligams al Londres del segle xix fa que es plantegi la pregunta: podria Jack l'Esbudellador haver migrat en el temps fins al present? Lars i Alfhildr aviat s'adonen que si volen capturar aquest nou assassí en sèrie, només ho podran fer confiant l'un en l'altre.

## Repartiment
- Nicolai Cleve Broch com Lars Haaland, inspector de policia.
- Krista Kosonen com Alfhildr Enginnsdóttir, agent de policia.
- Ágústa Eva Erlendsdóttir com Urðr Sighvatsdóttir
- Stig R. Amdam com Harald, cap de la comissaria de policia.
- Ragnhild Gudbrandsen com Wenche
- Kyrre Haugen Sydness com Gregers
- Ingunn Beate Øyen	com la cap de la policia
- Eili Harboe com Trine Syversen/Ada
- Jeppe Beck Laursen com Skjalg Egilsson
- Lavrans Haga com Jørn
- Nader Khademi com Alex
- Ylva Bjørkaas Thedin com Ingrid
- Mikkel Bratt Silset com Nabo, veí de Lars.
- Madeleine Malling Breen com Madeleine
- Odd-Magnus Williamson com Jeppe
- Veslemøy Mørkrid com Othilia
- Morten Svartveit com David
- Stig Henrik Hoff com Tommy/Thorir Hund
- Ylva Bjørkås Thedin com Ingrid Haaland, exdona del Lars.
- Kyrre Haugen Sydness com Gregers Nicolai Schweigaard, actual marit de l'Ingrid.
- Tobias Santelmann com Olav Digre

## Episodis
Primera temporada
| Núm. d'història | Episodi | Títol       | Direcció  | Guió                           | Data d'estrena         |  |
| --------------- | ------- | ----------- | --------- | ------------------------------ | ---------------------- |  |
| 1               | 1       | "Episode 1" | Jens Lien | Eilif Skodvin i Anne Bjørnstad | 21 d'agost de 2019     |  |
|                 |         |             |           |                                |                        |  |
| 2               | 2       | "Episode 2" | Jens Lien | Eilif Skodvin i Anne Bjørnstad | 28 d'agost de 2019     |  |
|                 |         |             |           |                                |                        |  |
| 3               | 3       | "Episode 3" | Jens Lien | Eilif Skodvin i Anne Bjørnstad | 4 de setembre de 2019  |  |
|                 |         |             |           |                                |                        |  |
| 4               | 4       | "Episode 4" | Jens Lien | Eilif Skodvin i Anne Bjørnstad | 11 de setembre de 2019 |  |
|                 |         |             |           |                                |                        |  |
| 5               | 5       | "Episode 5" | Jens Lien | Eilif Skodvin i Anne Bjørnstad | 18 de setembre de 2019 |  |
|                 |         |             |           |                                |                        |  |
| 6               | 6       | "Episode 6" | Jens Lien | Eilif Skodvin i Anne Bjørnstad | 25 de setembre de 2019 |  |
|                 |         |             |           |                                |                        |  |

Segona temporada
| Núm. d'història | Episodi | Títol       | Direcció  | Guió                                            | Data d'estrena         |  |
| --------------- | ------- | ----------- | --------- | ----------------------------------------------- | ---------------------- |  |
| 7               | 1       | "Episode 1" | Jens Lien | Eilif Skodvin, Anne Bjørnstad i Harald Mæle Jr. | 5 de desembre de 2021  |  |
|                 |         |             |           |                                                 |                        |  |
| 8               | 2       | "Episode 2" | Jens Lien | Eilif Skodvin, Anne Bjørnstad i Harald Mæle Jr. | 5 de desembre de 2021  |  |
|                 |         |             |           |                                                 |                        |  |
| 9               | 3       | "Episode 3" | Jens Lien |                                                 | 19 de desembre de 2021 |  |
|                 |         |             |           |                                                 |                        |  |
| 10              | 4       | "Episode 4" | Jens Lien |                                                 | 26 de desembre de 2021 |  |
|                 |         |             |           |                                                 |                        |  |
| 11              | 5       | "Episode 5" | Jens Lien |                                                 | 2 de gener de 2022     |  |
|                 |         |             |           |                                                 |                        |  |
| 12              | 6       | "Episode 6" | Jens Lien |                                                 | 9 de gener de 2022     |  |
|                 |         |             |           |                                                 |                        |  |

## Producció
Després de la creació de la sèrie Lilyhammer, Anne Bjørnstad y Eilif Skodvin decidiren explorar idees de ciències ficció. Skodvin suggerí el concepte de "refugiats que no arriben des d'un lloc diferent sinó des d'una època diferent". La història es va construir al voltant d'aquest concepte, amb dos personatges principals, Lars i Alfhildr. Els creadors es van inspirar en sèrie com True Love, Districte 9, i la història en si va estar influenciada per The Leftovers i clàssics de la ciència-ficció com Un món feliç i 1984.
La segona temporada es va començar a filmar a l'octubre de 2020, amb un pressupost de 22 milions de corones en finançament d'un pla d'incentius per al cinema i la televisió. La producció es va endarrerir degut a les restriccions i els tancaments per la covid19 a Oslo. Bjørnstad i Skodvin van tornar com a guionistes i Lien com a director amb HBO Max substituint a HBO Nordic.